# Lieskau (Lichterfeld-Schacksdorf)
Lieskau (niedersorbisch Liškow) ist ein Ortsteil der amtsangehörigen Gemeinde Lichterfeld-Schacksdorf im Landkreis Elbe-Elster in Brandenburg. Der Ort gehört dem Amt Kleine Elster (Niederlausitz) an und war bis zum 31. Dezember 1998 eine eigenständige Gemeinde.

## Lage
Lieskau liegt in der Niederlausitz, etwa sieben Kilometer Luftlinie östlich der Stadt Finsterwalde und 14 Kilometer westlich von Großräschen. Umliegende Ortschaften sind der zur Gemeinde Massen-Niederlausitz gehörende Wohnplatz Rehain im Norden, die zur Gemeinde Sallgast gehörenden Ortsteile Göllnitz im Nordosten, Zürchel im Osten, Sallgast im Südosten und Klingmühl im Süden, Lichterfeld im Südwesten, Schacksdorf im Westen sowie die wiederum zu Massen-Niederlausitz gehörenden Ortsteile Betten und Lindthal im Nordosten.
Lieskau liegt direkt an der Bundesstraße 96 (Finsterwalde–Senftenberg). Im Ort zweigt von dieser die Landesstraße 61 nach Calau und Lauchhammer ab. Die Bundesautobahn 13 mit der Anschlussstelle Bronkow ist acht, die Anschlussstelle Großräschen neun Kilometer entfernt.

## Geschichte
Lieskau wurde erstmals in den Kirchenartikel des Bistums Meißen aus dem Jahr 1346, die jedoch nur noch in einer Kopie aus dem Jahr 1495 erhalten sind, mit dem Namen „lysk“ urkundlich erwähnt. Der Ortsname stammt aus dem Niedersorbischen und ist entweder von „lěsk“ für „Siedlung an einem kleinen Wald“ oder von „lěšćina“ für „Haselstrauch“ abgeleitet. Ernst Eichler hält erstere Variante für wahrscheinlicher. Weitere überlieferte Namensformen waren „Lysk“ im Jahr 1397, „Lußko“ bzw. „Lyska“ im Jahr 1572.
Lieskau war früher ein Vasallengut der Pfandherrschaft Dobrilugk und gehörte neben sechs weiteren Dörfern zum Sonnewalder Anteil der Herrschaft. 1541 wurde das Kloster Dobrilugk säkularisiert und das Dorf Lieskau kam in Adelsbesitz. Zunächst gehörte es der Familie von Maltitz, die das Dorf später an eine Familie von Dieskau verkaufte. Im Jahr 1625 wurde Lieskau von Johann Georg I. gekauft und dem Amt Finsterwalde angegliedert, dem der Ort bis 1689 angehörte. Vor dem Wiener Kongress und den dort beschlossenen Gebietsabtretungen des Königreiches Sachsen an das Königreich Preußen gehörte Lieskau zu Sachsen. Ab 1816 gehörte das Dorf zum Landkreis Luckau der preußischen Provinz Brandenburg. Im Jahr 1818 gab es in Lieskau eine Schule, die der Inspektion Dobrilugk unterstellt war.
1840 hatte Lieskau laut der Topographisch-statistischen Übersicht des Regierungsbezirks Frankfurt a.d.O. 39 Wohngebäude mit 231 Einwohnern und gehörte dem Rentamt Dobrilugk an. Zum Ort gehörten zwei Windmühlen. Bis 1864 stieg die Einwohnerzahl in Lieskau auf 291 an, der Ort war damals dem Amt Finsterwalde in der Standesherrschaft Dobrilugk angehörig. Es gab zwei Windmühlen sowie zwei Ziegeleien im Dorf.
Bis 1815 gehörte Lieskau zum Luckauischen Kreis, dieser wurde nach den Gebietsänderungen des Wiener Kongresses in den Landkreis Luckau umgewandelt. Nach dem Zweiten Weltkrieg lag die Gemeinde zunächst in der Sowjetischen Besatzungszone und anschließend in der DDR. Bei der am 25. Juli 1952 in der DDR durchgeführten Kreisreform wurde Lieskau dem Kreis Finsterwalde im Bezirk Cottbus angegliedert. Nach der Wende wurde der Kreis Finsterwalde in Landkreis Finsterwalde umbenannt und schließlich aufgelöst, die Gemeinde Lieskau wurde dem Landkreis Elbe-Elster zugeordnet und schloss sich dem Amt Kleine Elster (Niederlausitz) an. Am 31. Dezember 1998 wurde Lieskau in die benachbarte Gemeinde Lichterfeld-Schacksdorf eingemeindet.

## Sehenswürdigkeiten
- Die evangelische Dorfkirche Lieskau wurde in der zweiten Hälfte des 13. Jahrhunderts errichtet. Es handelt sich bei dem Gebäude um eine Saalkirche aus Feldstein. Die Kirche wurde später mehrmals spätgotischen und barocken Stil umgebaut. Der Westturm mit geschweifter Haube und Laterne stammt aus dem Jahr 1720. Im Inneren befindet sich eine Hufeisenempore. Der Altaraufsatz stammt aus dem 15. Jahrhundert.[7] Das Kirchengebäude ist in der Denkmalliste des Landes Brandenburg als Baudenkmal eingetragen.

## Bevölkerungsentwicklung
| 1875 | 282 | 1939 | 340 | 1981 | 295 |
| 1890 | 329 | 1946 | 460 | 1985 | 283 |
| 1910 | 360 | 1950 | 435 | 1989 | 272 |
| 1925 | 357 | 1964 | 352 | 1995 | 255 |
| 1933 | 371 | 1971 | 343 | 1997 | 264 |